# Туре
Туре (на испански: Turre) е населено място и община в Испания. Намира се в провинция Алмерия, в състава на автономната област Андалусия. Общината влиза в състава на района (комарка) Леванте Алмериенсе. Заема площ от 108 km². Населението му е 3264 души (по данни от 2007 г.). Разстоянието до административния център на провинцията е 85 km.

## Демография
| 1996 | 1998 | 1999 | 2000 | 2001 | 2002 | 2003 | 2004 | 2005 | 2006 |
| ---- | ---- | ---- | ---- | ---- | ---- | ---- | ---- | ---- | ---- |
| 2157 | 2151 | 2233 | 2331 | 2365 | 2453 | 2547 | 2656 | 2884 | 3045 |